# 未成年恋爱

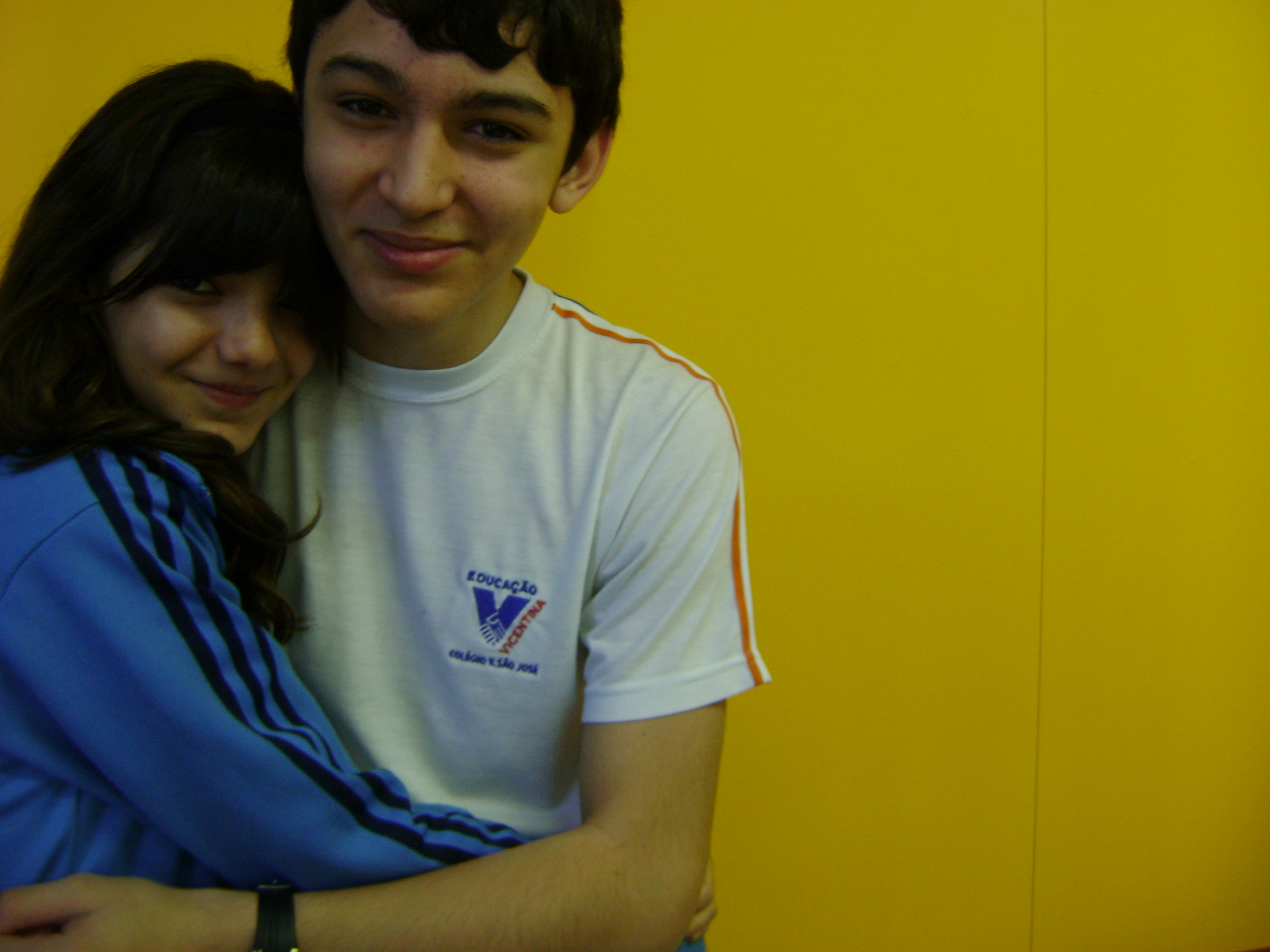
巴西一對年值青春期的情侶

未成年戀愛，即未成年人的恋爱或單相思，可細分為青春期戀愛及其之前的戀愛，中国大陆常贬称为早恋。現今“早戀”常指代中學學業結束之前的戀愛，在華人社會中帶有批判和否定色彩。

## “早戀”之概念
“早戀”是1960年代產生的中國大陸本土概念。20世紀上半葉，中國大陸鄉民不反感16歲談戀愛。1960—1980年代，大、中學生戀愛被視爲不珍惜學習機會；1990年代至今，中學生戀愛仍難以被家長和教師容許。
“早恋”一詞是“状语+中心语”结构的偏正短語，意即“与某一个标准相比过早地开始了恋爱”，其負面色彩爲中國大陸特色。對於何為“過早”的説法迥異。宿志刚最早提出定义“早恋”，定爲“青年前期或青春期的恋爱”。劉明界説為“不到恋爱年龄而进行的恋爱”，參照“生活自立程度”和“与法定最低婚龄相差的程度”。李学铭認定為14岁以前的单恋、自恋、相恋。不同文本的界定有所不同，但最后“殊途同归”——通过将“青春期”、年齡等与“学生”置换，最终落脚到學校教育阶段。
中國大陸一般认为“早恋”对学生的成长及学业有负面影响，視其爲“洪水猛獸”，在實務中压制。1979年至2015年中國大陸以“青少年”或“中學生”的“異性交往”或“早戀”為主題的論文共103篇，約80%對早戀持明確的負面態度。截至目前，戀愛对学生成长和学习有负面影响的观点没有科学依据。这些研究基本都是陈述研究者的思辨研究或是一线教师不规范的个案思考，使用大规模量化数据的科学實證研究非常少，没有多少具有经验数据的質性研究与定量研究，對早恋的负面描述更多是个人的表达和推测，结论不夠可靠、科学，研究过度重复，有关成因的分析中存在许多明显的逻辑謬誤。不少中國大陸學者及教育界人士認爲“早戀”為“不科學”的提法或僞命題。
中國大陸以外的家長大多容許未成年子女戀愛，如日本很多家長贊美未成年人戀愛。“早戀”在西方文化中并無同義詞，諸多汉英词典对此的翻译“puppy love”含有天真無邪之意，略帶褒義，相去甚遠。

## 支持理由
不少學者及教育界人士支持未成年人恋爱，基於：
- 青春期恋爱是与生命历程相伴随的自然过程，合乎成長規律和人性自然[10]，亦是人生中美好而可貴的體驗[12]。
- 戀愛是不分年齡的人权和自由。[13][14][15]

而且未成年人戀愛被歸納有以下益处：
- 促使構建自我認同，完善價值觀念，探索未來理想。[16]
- 培养人际交往及溝通的能力[10]，培育同理心與心理彈性[16]。
- 学习如何維持亲密关系[16]，鍛煉情感交往能力[10]，为将来的恋爱奠定基础[17]。
- 塑造外向人格，保持心理健康，克服心理問題，促進健康成长。[10][18]
- 满足情感需要[10]，提供情感支持[16]，助力克服困难。[19]
- 見賢思齊，學習他人優點，矯正個人行为缺点。[18]
- 缓解学习和生活的压力，提高學習效率。[10]

此外，相對於成年人的恋爱，未成年的戀愛還有以下獨特之處：
- 更为纯洁、真摯、美好[20]，较少涉及性和利益交換。

## 反对理由
应试教育的執行者及擁護者主要認為未成年戀愛會有以下弊端：
- 分散精力，影响考试，導致成績下滑。[21]
- 可能与未成年性行为相关，未達性成熟者发生性行为或有危害。

### 反駁
大量实践观察证明，戀愛对学生的负面影响更多是家长和教师不當干预所致。这些不當干预往往引发学生与家长、教师的冲突，恶化學生的成长教育环境。大部分家长、教师在實務中都对此持反对、压制乃至禁止的态度，高度紧张、如临大敌，采取的策略大多是批评、斥责、惩罚、隔离、换班、转学，甚至是家庭对骂，自然不利於學生的成长和学习，中國大陸部分实证研究也显示此种可能性。對於戀愛分散精力而影響學習之説，精力并非恆定，一個人在某個時期的精力多寡，有很大的伸縮性，且受情緒影響。戀愛成功的人往往情緒飽滿，精力充沛，學習效率很高。戀愛本身不會對學生造成負面影響。
戀愛的成功與否不應只以結婚與否衡量。一段戀情若使雙方成長，則有價值。初戀的成婚率很低，不意味著初戀沒有必要；未成年戀愛少有白頭偕老，也不能作爲否定未成年戀愛的理由。況且，未成年戀愛的成婚率未經可靠的統計，往往出於教師臆測，而一些被教師貼上“早戀”標簽的學生其實并未戀愛。

## 調查統計
2022年兒福聯盟對台灣11－15歲學生的研究報告顯示：近四成國中生、過二成國小生表示現在想談戀愛；32.9%兒少稱曾戀愛，比2014年的26.6%明顯升高；38.7%最長交往時間不足三個月，59.1%維持不到半年，22.8%最長交往超過一年；超過八成交往對象是身旁同學；認為戀愛可以牽手擁抱的有44.5%，可以接吻的有19.7%，可以發生性行為的有4.2%；兒少最希望在情感教育中學到如何區分喜歡跟愛的感受(61.4%)、與對方價值觀與習慣不同怎麼磨合(55.6%)、吵架或失戀該怎麼調適(55.1%)。
2022年雲南红河州一項對初中生的問卷調查顯示，19.01%的七年級學生、24.68%的八年級學生、31.23%的九年級學生稱談過戀愛。2021年一項對四川一所省級示范性高中的高中生的調查表明，64.9%不曾戀愛，27.7%有过1~3次戀愛，6.4%有过4~6次戀愛；10.6%正在戀愛，大部分正在戀愛的學生在最近一次考试的排名高於上次，異於大部分教師所謂多數的早戀不利於學習成績的説法。2006年廣東深圳一項對中學生的调查显示：50.2％的男生、46.5％的女生有約會经历；“對中學生有多個約會對象”的接納率，男生為42%，女生為33.6%。
2004年广东番禺中学一項對本校高中生家長的調查表明：對於青春期戀愛，23.5%的家長堅決反對，56.6%不支持，16.2%理解；對於高中生與異性交往，13.2%的家長堅決反對，33.8%不支持，48.6%無所謂或理解，11.8%贊同；43.4%的家長認爲青少年成長不一定需要異性交往；23.4%的父親、12.5%的母親在發現子女談戀愛後會干涉批評。家長年齡越大，對此愈趨保守，亦更回避或指責；學歷越低，越持反對或擔心的態度。
美國 Add Health 的數據表明，12嵗的人約有四分之一稱戀愛過，18嵗的人有近四分之三稱戀愛過。女性、年長、繼親的青少年未曾戀愛的幾率較低，非裔、亞裔、低收入的青少年更有可能未嘗戀愛，而非裔、低收入的青少年一旦戀愛，傾向於跳過隨意的約會而發展穩定的關係。女性、年長、單親的青少年更有可能維繫穩定的關係，而亞裔青少年則較少可能。女性、年長、來自非完整家庭或低收入家庭的青少年更有可能與戀人性交。青春期性交也許意味著對其關係設限較少，使其同居的幾率增加二倍。女性青少年較有可能稱有情感親密，非裔、拉丁裔青少年則較少可能。戀愛經歷更多的青少年，與戀人獨處、性交、報稱情感親密優良的幾率大增。三項研究表明，較年長的青少年比較年幼的青少年戀愛更持久。 Carver 團隊發現，青少年浪漫關係平均維持14個月，破除青春期戀愛短暫的刻板印象，且隨年齡而變化：平均而言，12－13嵗的人維持5個月，14－15嵗的人維持8個月，16－18嵗的人維持20個月。 Giordano 團隊指出，男孩在戀愛中比女孩更不自信，但是情感投入程度相若。此外，男孩稱其戀人在戀愛中更具權勢和影響力。

## 文娛呈現
西方、日本、泰國等地的動漫、特攝及少兒劇直面描写未成年人戀愛，在迪士尼动画、超级英雄漫画、宫崎骏多部作品中可見如此。西方影视作品还着力表现未成年恋爱的美好，渲染得清新、纯真而温情，年少主角的恋爱基本互表心意，以“幸福在一起”作結，當中還会激发出主角的内在动机，为了对方而努力变好，甚至成就双向促进、互相扶持的關係。
中國大陸影视作品倾向于回避未成年人戀愛，但非完全不提，偶尔出现亦以悲傷收場，从而“向少年观众传达远离早恋的价值观”。《大头儿子和小头爸爸》等卡通片以异性恋本位的視角回避戀愛，其中的年少主角主要與同性朋友交际，很少与异性互动。中國大陸在2002年引进日本动画《百變小櫻》，刪去其中与十歲出頭的男女主角感情发展相关的單集，并将男主角最后 “我喜欢你”的表白篡改成“我一直觉得你很好”。未成年戀愛在中國大陸影视作品中往往是长时间相处、感情缓慢积累的结果，常被表現為分散主角对重要事务的精力、不利於其生活，其中的父母對此如臨大敵，主角在面对外部阻碍時往往屈服放棄。在電視劇《十七岁不哭》中，两位学霸在倒数第二集才间接表露心意，而后成績退步，終結戀情。
2007年北京艺龙信息有限公司制作了D-Evil歌曲《挤公交》的閃客MV，其中一幕表现的是歌曲中“中学生，抱到啃”的内容：画面中两名男女中学生，在公交车座位上拥抱接吻。其中女中学生的夹克式校服上有“南京六中”字样。南京市第六中学认为其“公然与一男学生拥抱接吻，使公众对原告学校的校风校纪产生质疑，很明显是恶意损害该校学生及学校的形象”为由，向南京白下区法院起诉MV制作信息公司及制作人侵犯了其名誉权。
中國大陸於2015年底出台的現行《电视剧内容制作通则》、2017年發佈的現行《网络视听节目内容审核通则》、2019年頒佈的現行《网络短视频内容审核标准细则》均指“未成年人早戀”屬於“不良行爲”，“对未成年人造成不良影响”或“不利于未成年人健康成长”，列明“表現未成年人早戀”的内容“不得出現”。2019年廣電總局令公佈施行的現行規章《未成年人节目管理规定》亦明載“未成年人節目不得”“肯定、讚許未成年人早戀”。

## 監控技術
江蘇南京市金陵中学職工利用人脸识别技术與校园閉路電視，設計“校园早恋预判系统”，用以“初步篩選”“存在早戀行爲的學生”。相關論文稱該系統首先檢測是否一對異性學生在室外保持較近距離超過一定時間，之後提取對象的情緒值中的開心值及笑容值，從而判斷有否“早戀傾向”，若有則匹配其身份訊息。

## 参看
- 愛
- 暗戀
- 愛情
- 蔡加尼克效應